# Modular Audio Recognition Framework
Modular Audio Recognition Framework (MARF) är en open-source forskningsplattform och en samling av röst, ljud, tal, text och natural language processing (NLP) algoritmer skrivna i Java. De är arrangerade i ett modulärt och utbyggbart ramverk som försöker underlätta tillkomsten av nya algoritmer. MARF kan fungera som ett bibliotek i program eller användas som en källa för lärande och förlängning. Några exempel på program är avsedda att visa hur man använder ramverket. Det finns också en detaljerad manual och API referens i javadoc-format. MARF, dess program och motsvarande källkod och dokumentation släpps under BSD-licensen.

## Fotnoter
1. ↑  ”MARF, The Modular Audio Recognition Framework, and its Applications: Programmer's Manual” (på engelska) (PDF). http://marf.sourceforge.net/docs/marf/0.3.0.6/report.pdf. Läst 26 augusti 2007.
2. ↑  ”MARF Developers' API” (på engelska). http://marf.sourceforge.net/api-dev/. Läst 10 augusti 2007.